# 吉氏魚屬
鰓腺魚（學名Gillicus arcuatus）是相對細小的乞丐魚目，生存於上白堊紀的西部內陸海道。它們約長2米，有很多細小的牙齒。它們會將較細小的魚類吸入口中獵食。

## 外部連結
- 國家地理頻道 （页面存档备份，存于）